# Beiroetstadion
Het Beiroetstadion (Arabisch: ملعب بيروت البلدي)is een multifunctioneel stadion in Beiroet, de hoofdstad van Libanon. Het stadion wordt vooral gebruikt voor voetbalwedstrijden, de voetbalclubs Al-Ansar SC, Al Ahed en Shabab Al-Sahel maken gebruik van dit stadion. In het stadion is plaats voor 18.000 toeschouwers. Het stadion werd geopend in 1997.